# Phaeoceros foveatus
Phaeoceros foveatus là một loài rêu trong họ Anthocerotaceae. Loài này được J. Haseg. mô tả khoa học đầu tiên năm 2001.